# Rizzerio da Muccia
Rizzerio da Muccia (... – Muccia, 7 febbraio 1236) è stato un religioso italiano dell'Ordine dei frati minori.
Tra i primi e più cari discepoli di san Francesco, il suo culto come beato è stato confermato da papa Gregorio XVI nel 1838.

## Biografia
Bonconte nacque nella famiglia umbra dei conti Baschi, fu avviato agli studi giuridici e inviato a Bologna, dove ebbe per compagno il suo corregionale Pellegrino da Falerone. Dopo l'arrivo in città di san Francesco (5 agosto 1222) i due decisero di seguirlo: fu ministro provinciale della Marca d'Ancona. Trascorse gli ultimi anni di vita in un eremo nei pressi di Muccia, dove si spense.
All'interno del casato dei Baschi da lungo tempo continuava una scia di odii familiari: i tre figli di Ugolino di Baschi, Ugolino, Bonconte e Ranieri erano in conflitto per questioni di interessi. Bonconte, che aveva ascoltato Francesco ad Alviano, gli propose di farsi mediatore e Francesco volle incontrare i Baschi per ricomporre le discordie di famiglia. Grazie alle sue fervide esortazioni, ottenne che i fratelli deponessero le armi. Dopo la riappacificazione i tre fratelli per riconoscenza donarono al frate di Assisi un vetusto fabbricato con un terreno adiacente, presso la riva sinistra del Tevere: San Francesco v'iniziò la costruzione del convento di Pantanelli nei pressi del castello di Baschi.
Bonconte rimase profondamente colpito dal Poverello che riuscì a sedare la sanguinosa lite e volle seguire le orme di Francesco, facendosi frate. Adottò il nome di Rizziero e vestì l'abito dei postulanti, e dal 1221 al 1224 fu scelto per accompagnare come “guardiano” l'ormai malato Francesco d’Assisi. I due vissero a fianco a fianco a Santa Maria degli Angeli nell'eremo di Greccio.
Poi Rizziero lasciò Francesco per prepararsi a ricevere l’ordine sacro a Rieti. Si ricongiunsero in seguito ad Assisi, quando ormai Francesco era prossimo alla morte. Dopo la morte del Santo ci furono dissidi nell’Ordine e Rizziero decise di ritirarsi a vita eremitica nelle terre del castello di proprietà dei Baschi presso Muccia.

## Il culto
Il suo corpo fu sepolto nella chiesa di San Giacomo presso Muccia, poi abbattuta.
Papa Gregorio XVI, con decreto del 14 dicembre 1838, ne confermò il culto con il titolo di beato.
Il suo elogio si legge nel martirologio romano al 7 febbraio.